# Drynarieae
Drynarieae es una tribu de helechoss de la  subfamilia Polypodioideae en la familia Polypodiaceae. Sus miembros se distinguen por sus frondas dimórficas. Contiene unas 35 especies en dos géneros:

## Géneros
- Aglaomorpha
- Drynaria